# 伊莎贝尔·哈弗拉格
伊莎贝尔·哈弗拉格（Isabelle Haverlag，2001年3月4日—），荷兰女子网球运动员。截至2024赛季结束，她在ITF女子世界网球巡回赛上有13个双打冠军。
她首次参加WTA巡回赛是在2024年罗斯马伦草地网球锦标赛上，她与米雪拉·克拉吉塞克搭档获得了双打外卡。